# Regimentul 38 Infanterie (1916-1918)
Regimentul 38 Infanterie a fost o unitate de nivel tactic care s-a constituit la 14/27 august 1916, prin mobilizarea unităților și subunităților existente la pace aparținând de Regimentul Neagoe Basarab No. 38. Regimentul a făcut parte din organica Brigăzii 20 Infanterie, fiind dislocat la pace în garnizoana Brăila. La intrarea în război, Regimentul 38 Infanterie a fost comandat de colonelul Alexandru Bacalbașa. Regimentul 38 Infanterie a participat la acțiunile militare pe frontul românesc, pe toată perioada războiului, între 14/27 august 1916 - 28 ocotmbrie/11 noiembrie 1918.

## Comandanți
- Locotenent-colonel Alexandru Bacalbașa: 14 august 1916-1 noiembrie 1916[2]
- Locotenent-colonel Gheorghe Cornescu: 1 martie 1917-1 noiembrie 1918[4]:p. 49